# Литовско-тоголезские отношения
Литовско-тоголезские отношения — двусторонние международные отношения между Литвой и Того.

## История
3 декабря 2013 года, еще до установления официальных отношений между двумя странами, в посольстве Литвы в Бельгии состоялась встреча посла Литвы в Брюсселе Гедиминаса Варвуолиса и министра иностранных дел Того Робертуса Диусе.
Дипломатические отношения были установлены 22 сентября 2014 года, после того как министр иностранных дел Литвы Линас Линкявичюс и министр иностранных дел и сотрудничества Того Робертс Диусе подписали в Нью-Йорке совместное коммюнике об установлении дипломатических отношений между Литовской Республикой и Республикой Того. Того стала 180-й страной, с которой Литва установила дипломатические отношения. Хотя дипломатические отношения между государствами были установлены относительно поздно, Того сразу приступила к процедуре аккредитации своего дипломатического представителя в Литве и в 2015 году аккредитовал своего первого посла. С тех пор никаких других двусторонних встреч между литовскими и тоголезскими министрами или заместителями министров не проводилось.

## Экономическое сотрудничество
В 2018 году товарооборот между Литвой и Того составил 2,8 миллионов евро.
В торговом балансе преобладает экспорт из Литвы в Того.
- Экспорт составляет 2,8 млн. евро
- Импорт составляет 3,3 тыс. штук. евро.

| Год                        | 2016 | 2017 | 2018 |
| -------------------------- | ---- | ---- | ---- |
| Экспорт в Того (млн. евро) | 7,19 | 4,71 | 2,8  |
| Импорт из Того (тыс. евро) | 0,0  | 0,0  | 3,3  |

## Граждане Того в Литве
| Год                             | 2016 | 2020 | 2021 | 2022 |
| ------------------------------- | ---- | ---- | ---- | ---- |
| Количество граждан Того в Литве | 1    | 0    | 0    | 0    |

В 2021 году резко возросло число тоголезских граждан, обратившихся с просьбой о предоставлении убежища в Литве - 26 человек, однако подавляющее большинство заявлений было отклонено.

## Список послов

### Послы Того в Литве
- С 2015 года - Квами Кристоф Дикену, первый посол, аккредитованный в Литве (проживал в Берлине).[9]

### Послы Литвы в Того
Литва не аккредитовала своего посла в Того.